# Emberá darién
Pour les articles homonymes, voir Darien.
L’emberá darién, ou emberá dobidá, est une langue chocó, du sous-groupe des langues embera du Nord, parlée dans le Nord-Ouest de la  Colombie, dans le bassin du Rio Atrato. Un grand nombre de locuteurs se trouvent au Panama.

## Écriture
| a | ã | ʌ  | ʌ̃ | b | b | ch | d | dy | ꟈ | e |
| ẽ | g | i  | ĩ | j | k | l  | m | n  | o | õ |
| p | r | rr | s | t | u | ũ  | v | w  | y | z |

## Phonologie

### Voyelles
|         | Antérieure  | Centrale    | Postérieure |
| ------- | ----------- | ----------- | ----------- |
| Fermée  | i [i] ĩ [ĩ] | ɨ [ɨ] ɨ̃ [ɨ̃] | u [u] ũ [ũ] |
| Moyenne | e [e] ẽ [ẽ] |             | o [o] õ [õ] |
| Ouverte |             | a [a] ã [ã] |             |

### Consonnes
|              |              | Bilabiales | Dentales    | Dorsales | Dorsales | Glottales |
| ------------ | ------------ | ---------- | ----------- | -------- | -------- | --------- |
| Palatales    | Vélaires     | Bilabiales | Dentales    |          |          | Glottales |
| Occlusives   | Sourde       | p [p]      | t [t]       |          | k [k]    | ʔ [ʔ]     |
| Occlusives   | Sonore       | b [b]      | d [d]       |          | g [g]    |           |
| Fricative    | Sourde       |            | s [s]       |          |          | h [h]     |
| Fricative    | Sonore       |            | z [z]       |          |          |           |
| Affriquée    | Sourde       |            |             | č [t͡ʃ]   |          |           |
| Affriquée    | Sonore       |            |             | j [d͡ʒ]   |          |           |
| Nasale       | Nasale       | m [m]      | n [n]       |          |          |           |
| liquide      | liquide      |            | r [r] ɾ [ɾ] |          |          |           |
| Semi-voyelle | Semi-voyelle | w [w]      |             |          | y [j]    |           |